# Kirsten Moore-Towers
Kirsten Moore-Towers (n. 1 iulie 1992, St. Catharines, Ontario, Canada) este o patinatoare artistică ce a reprezentat Canada, medaliată olimpică. A participat la 2 ediții ale Jocurilor Olimpice (2014, 2018) în care a câștigat o medalie de argint.